# Lina Gabrielli
Lina Gabrielli (11. července 1930 – 16. prosince 2016) byla italská spisovatelka píšící v esperantu, a to jak původní díla, tak i překlady.

## Dílo
Její původní díla:
- Ni devas bibi (básně)
- Varma koro (román)
- Karnavalo (povídky)
- La kombilo (romaneto)
- LA ĜARDENO DE LA URBESTRO (novely)

Překlady:
- od A. Goldoniho přeložila povídky BILL KAJ LAZURAJ OKULOJ.